# Mk 37
Il Mark 37 o Mk 37 è un siluro a propulsione elettrica in calibro 480 mm, sviluppato dagli Stati Uniti d'America a partire dal 1946 ed entrato in servizio nella United States Navy a partire dal 1956. Arma standard delle forze statunitensi nel ruolo antisommergibile,  impiegata sia da sottomarini che unità di superficie, negli anni fu migliorato e in seguito esportato in altri paesi amici.
L'alimentazione era prodotta mediante la lenta miscelazione di due elementi chimici, che producevano elettricità per alimentare il siluro per circa 20 minuti; il sistema era derivato dal Mk 46. Un problema nella miscelazione involontaria dei liquidi delle batterie è ipotizzato tra le tante, mai chiarite, cause dell'affondamento del sottomarino USS Scorpion, dichiarato disperso il 5 giugno 1968.
Il siluro fu ritirato dal servizio con la US Navy entro la fine degli anni 1970.